# Anna Karenina (1935)
Anna Karenina is een Amerikaanse dramafilm uit 1935 onder regie van Clarence Brown. Het scenario is gebaseerd op de gelijknamige roman uit 1877 van de Russische auteur Leo Tolstoj.

## Verhaal
Anna Karenina heeft een bewogen leven en haar naam is bij velen bekend. Toch is ze bijzonder ongelukkig. Ze is bang voor haar man en wordt verliefd op graaf Vronski. Haar man begint haar passie en toewijding voor de man op te merken en verbiedt haar ermee door te gaan. Ze is bang om haar zoon Sergej te verliezen, maar ze wil ook Vronski niet opgeven. Als ook haar vriendenkring uit de hogere klasse in de gaten krijgt dat haar huwelijk niet op rolletjes loopt, weet Anna zich geen raad meer. Bovendien doet haar man intussen een poging om Sergej te vervreemden van zijn moeder. Tegelijkertijd heeft ook Vronski zijn problemen. Zo is de jonge en begeerlijke Kitty verliefd op de graaf. Zij wordt dan ook jaloers, als Vronski een affaire heeft met Anna.

## Rolverdeling
| Acteur              | Personage          |
| ------------------- | ------------------ |
| Greta Garbo         | Anna Karenina      |
| Fredric March       | Graaf Vronski      |
| Freddie Bartholomew | Sergej             |
| Maureen O'Sullivan  | Kitty              |
| May Robson          | Gravin Vronski     |
| Basil Rathbone      | Aleksej Karenin    |
| Reginald Owen       | Stiva              |
| Phoebe Foster       | Dolly              |
| Reginald Denny      | Jasjvin            |
| Gyles Isham         | Konstantin Ljovin  |
| Joan Marsh          | Lili               |
| Ethel Griffies      | Mevrouw Kartasjov  |
| Harry Beresford     | Matve              |
| Sarah Padden        | Gouvernante        |
| Cora Sue Collins    | Tanja              |
| Mary Forbes         | Prinses Sorokina   |
| Joseph R. Tozer     | Huisknecht         |
| Guy D'Ennery        | Leraar             |
| Buster Phelps       | Grisja             |
| Sidney Bracey       | Lakei van Vronski  |
| Harry Allen         | Cord               |
| Ella Ethridge       | Kamermeid van Anna |